# Brandtiska flickskolan
Brandtiska flickskolan var en svensk fattigfriskola för flickor, verksam i Stockholm 1807-1813. 
Skolan grundades av Johan Niclas Brandt, som påverkad av upplysningstidens idéer grundade flera filantropiska stiftelser. Skolans mål var att undervisa kvinnliga elever mellan 12 och 30 år från Stockholm i både teoretiska ämnen och handaslöjder. Syftet var att göra det möjligt för fattiga kvinnor att försörja sig själva och slippa prostituera sig. 
Ämnena var indelade i två huvudavdelningar. "Det Nödvändiga" omfattade "de Brandtiska grundsatserna" (hälsa, goda vanor, egen nytta och lagom), skrivning och räkning, moral och de olika religionerna. Den andra avdelningen, "Det Prydliga", moral, historia, konst och vetenskap, naturvetenskap, naturhistoria, geografi och hushållskunskap. Även en grundlig och praktisk handarbetsundervisning gavs. Brandt själv undervisade i vetenskapliga ämnen. Metoden bestod i att skriva av och lära utantill. Premier och brudgåvor utdelades. 
År 1811 hade skolan 78 elever och 39 "expectanter" (reservelever som fick överta befintlig plats om en lucka uppstod).
Brandtiska flickskolan representerar de friskolor för fattiga som upprättades omkring sekelskiftet 1800 och varav flera var för flickor. 